# 지스산 바오안족 둥샹족 살라르족 자치현

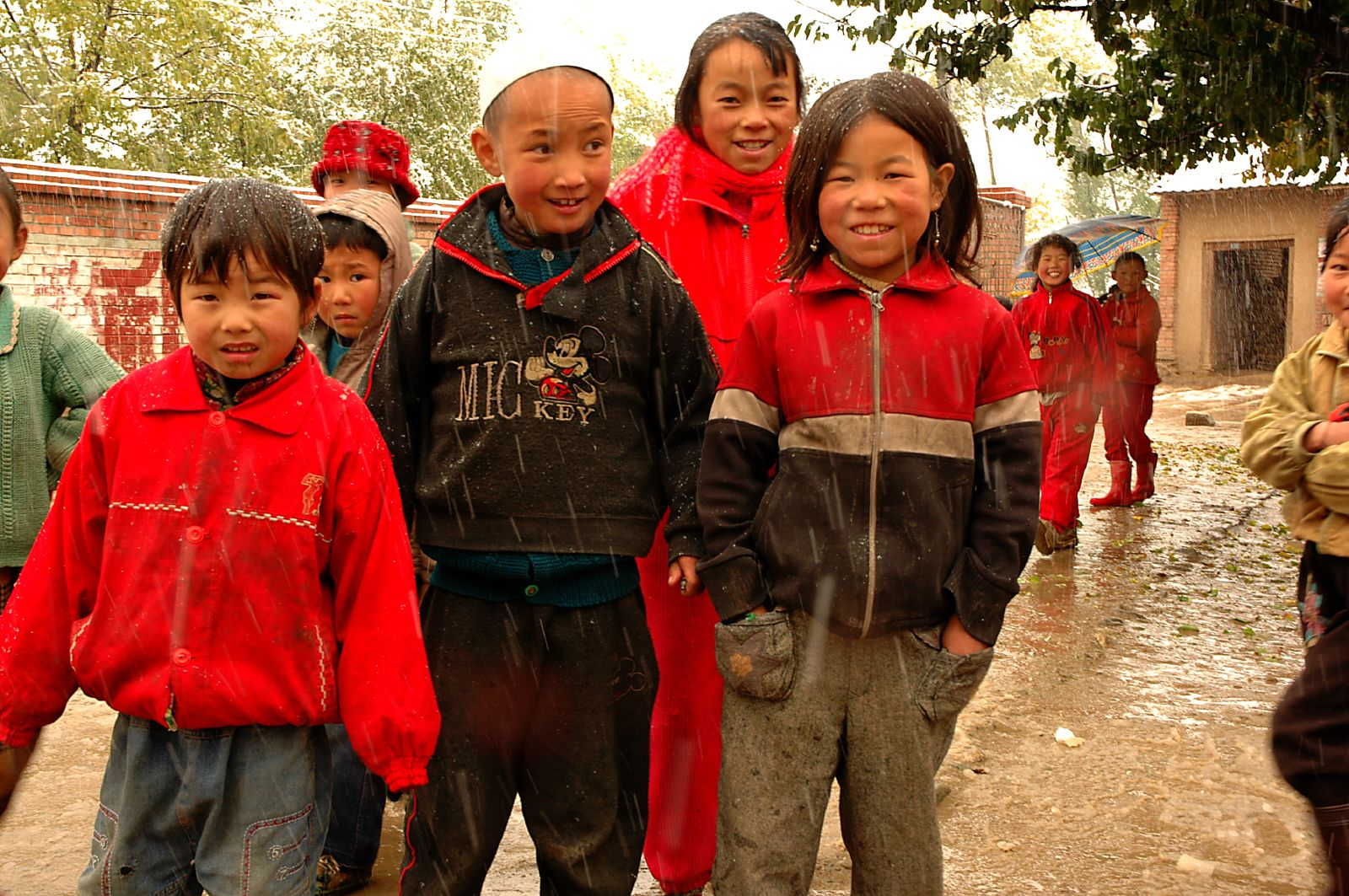

지스산 바오안족 둥샹족 살라르족 자치현(중국어: 积石山保安族东乡族撒拉族自治县, 병음: Jīshíshān Bǎo'ānzú Dōngxiāngzú Sālāzú Zìzhìxiàn)은 중화인민공화국 간쑤성 린샤 후이족 자치주의 현급 행정구역이다. 넓이는 910km2이고, 인구는 2007년 기준으로 230,000명이다.

## 행정 구역
4개 진, 13개 향을 관할한다.
- 진: 吹麻滩镇 , 大河家镇 , 居集镇 , 别藏镇
- 향: 刘集乡 , 石塬乡 , 柳沟乡 , 关家川乡 , 胡林家乡 , 安集乡 , 寨子沟乡 , 郭干乡 , 徐扈家乡 , 中咀岭乡 , 小关乡 , 铺川乡 , 银川乡